# 38. SS-Grenadier-Division "Nibelungen"
La 38. SS-Grenadier-Division "Nibelungen" fu costituita partendo dalle riserve delle Waffen-SS di stanza nella Germania del sud. Gli ufficiali provenivano dalla celebre SS-Junkerschule di Bad Tölz, il cui comandante prese il comando della divisione. Includeva nel proprio organico volontari fiamminghi, nordici e volksdeutsche, e dei tedeschi. Poco dopo fu unito il 59º Reggimento della divisione "Charlemagne".
Formata all'inizio del 1945 non ebbe tempo per l'addestramento. Congiuntamente alle divisioni SS "Götz von Berlechingen" e la "Lützow" avrebbe dovuto difendere la Germania del sud.
Gli uomini di questa divisione erano i più decisi a combattere fino alla fine, consapevoli che arrendersi avrebbe voluto dire morte certa. Nella ritirata generale la divisione fu divisa in vari Kampfgruppen (gruppi di combattimento), che riuscirono a ritardare l'avanzata americana. Si ritirò a Berchtesgaden, dove fu l'ultima unità ad arrendersi sul Fronte occidentale.

## Comandanti
| Grado                  | Nome                           | Inizio      | Fine          |
| SS-Standartenführer    | Hans Kempin                    | marzo 1945  | aprile 1945   |
| SS-Obersturmbannführer | Richard Schulze-Kossens        | aprile 1945 | aprile 1945   |
| SS-Brigadeführer       | Heinz Lammerding               | aprile 1945 | aprile 1945   |
| SS-Brigadeführer       | Karl Reichsritter von Oberkamp | aprile 1945 | aprile 1945   |
| SS-Gruppenführer       | Martin Stange                  | aprile 1945 | 8 maggio 1945 |

## Ordine di battaglia (aprile 1945)
- SS-Panzergrenadier-Regiment 95 (I.-III.)
- SS-Panzergrenadier-Regiment 96 (I.-IV.)
- SS-Artillerie-Regiment 38 (I.,II., 5. und 6.)
  - SS-Panzerjäger-Abteilung 38
  - SS-Pionier-Abteilung 38
  - SS-Flak-Abteilung 38
  - SS-Nachrichten-Abteilung 38
  - SS-Ausbildungs- und Ersatz-Abteilung 38
  - SS-Polizei-Bataillon Siegling
  - SS-Wirtschafts-Bataillon 38